# Скотт, Рэйчел
Рэйчел Джой Скотт (англ. Rachel Joy Scott; 5 августа 1981, Денвер, США — 20 апреля 1999, Колумбайн, США) — американская школьница, первая из 13 жертв массового убийства в школе «Колумбайн». В честь неё была названа некоммерческая организация Rachel’s Challenge, занимающаяся борьбой с подростковым насилием. 
В 2016 году по мотивам дневников Рэйчел, в которых она описывала свою веру в Бога, был снят фильм «Мне не стыдно» с Мэйси МакЛэйн в главной роли. Фильм получил в основном негативные отзывы критиков, но при этом был тепло воспринят зрителями.

## Биография
Рэйчел родилась в семье Даррелла и Бет Скотт. У неё были две старшие сестры Бетани (р. 1975) и Дана (р. 1976), а также два младших брата Крэйг (р. 1983) и Майк (р. 1984). В 1989 году Даррелл и Бет развелись. Бет вновь вышла замуж в 1995 году за Ларри Ниммо; дети проживали попеременно как с матерью, так и с отцом.
Скотт с детского сада была знакома с Диланом Клиболдом, одним из двоих стрелявших. Они были одноклассниками, и, кроме того, оба занимались в школьном театре.
Скотт стала первой жертвой нападения на школу 20 апреля 1999 года. В тот день она обедала вместе с другом Ричардом Кастальдо. Эрик Харрис открыл по ним огонь из самозарядного карабина Hi-Point 995; Скотт была ранена в голову, торс и ногу и скончалась на месте. Кастальдо также получил ранения, но выжил. Впоследствии появилось множество слухов по поводу причин нападения, включая якобы намеренный расстрел христиан Харрисом и Клиболдом. Согласно одному из таких слухов, стрелявшие сначала спросили Рэйчел, верит ли она в Бога, и убили её после положительного ответа. Впоследствии ФБР опровергло наличие такого разговора.
Рэйчел была протестанткой. Она вела несколько дневников, в которых описывала свою веру в Бога. После её смерти эти записи получили широкую известность в США.

## Похороны
Похороны Скотт состоялись 24 апреля 1999 года. На них пришли почти 2 500 человек. Церемония транслировалась по телеканалу CNN и получила самые высокие показатели просмотров в истории CNN, обойдя даже похороны принцессы Уэльской Дианы. Журналист Роджер Розенблат, пишущий для Time, прокомментировал в «письме» Рэйчел, что похороны навсегда останутся в памяти «из-за фотографии твоего умного и очаровательного лица, сейчас печально известного всей стране, и из-за любящих и восхищённых слов твоей семьи».

## Память
Даррелл Скотт и его вторая жена Сэнди, мачеха Рэйчел, вдвоём основали организацию Rachel’s Challenge, занимающуюся борьбой с подростковым насилием в школах. В 2006 году представитель организации, брат Рэйчел Крэйг, выживший во время нападения, выступал в Белом доме перед президентом США Джорджем Бушем-младшим.

## Награды
- В 2001 году Скотт была посмертно награждена премией National Kindness Award в номинации «Студент года»[11].